# Дзибидо-Сан-Джакомо
Дзибидо-Сан-Джакомо (итал. Zibido San Giacomo) — коммуна в Италии, в провинции Милан области Ломбардия.
Население составляет 5467 человек (на 2003 г.), плотность населения составляет 226 чел./км². Занимает площадь 24,6 км². Почтовый индекс — 20080. Телефонный код — 02.
Покровителем коммуны почитается святой апостол Иаков Старший. Праздник ежегодно празднуется 25 июля.